# John W. Saunders
John Warren Saunders, Jr. (ur. ok. 1920 w Muskogee, Oklahoma) – amerykański biolog (embriologia, genetyka), profesor Johns Hopkins University (Baltimore), State University of NY (Albany), Marquette University (Milwaukee), University of Pennsylvania (Filadelfia), współodkrywca mechanizmu regulacji ekspresji genów uczestniczących w embriogenezie kręgowców – w realizacji ogólnego planu budowy kończyn (ZPA, AER) i odpowiedzialnych za wzory upierzenia, współodkrywca zjawiska zaprogramowanej śmierci komórek w procesie naturalnego rozwoju organizmów.

## Życiorys

### Dzieciństwo w Muskogee

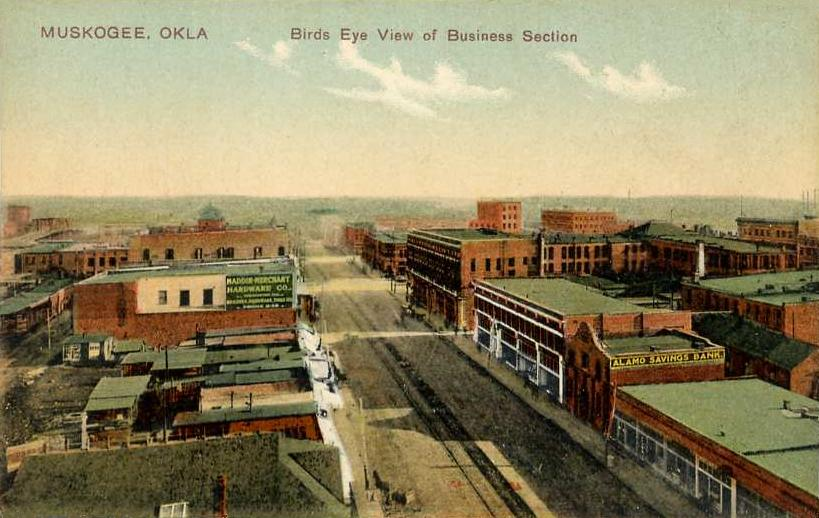
Muskogee w Oklahomie w roku 1910

Burza piaskowa w Oklahomie (1935)

Ojciec Johna Saundersa był fryzjerem. Zamieszkał na Terytorium Oklahomy wkrótce przed przyjęciem Oklahomy do Unii (16 listopada 1907). Po jej uznaniu za 46. stan sprowadził tam swoją narzeczoną.
Ich syn spędził dzieciństwo w czasie wielkiego kryzysu gospodarczego lat 1929–1933, którego katastrofalny wpływ na poziom życia ludności Stanów Zjednoczonych pogłębiały czynniki klimatyczne – susza i silne burze piaskowe. W Oklahomie panowało wówczas bezrobocie, ubóstwo i głód   (Dust Bowl – tło historyczne powieści „Grona gniewu” Steinbecka). Rodzice, którzy zdobyli tylko podstawowe wykształcenie (matka – second grade, ojciec – seventh grade), zabiegali o to, żeby syn osiągnął wyższy poziom edukacji, mając nadzieję, że będzie mu łatwiej znaleźć pracę i środki do życia.
Zaczął zarabiać dla rodziny już w wieku ośmiu lat (na polu golfowym), a jako 13-letni licealista rozpoczął regularną pracę w małej restauracji, w której otrzymywał 3,5 dolara na tydzień za popołudnia dni powszednich i niedziele. W szkole sprawnie wykonywał eksperymenty fizyczne i chemiczne, jednak nie fascynowały go wyzwania intelektualne.
Gdy ukończył szkołę, kryzys wciąż trwał i nadal brakowało miejsc pracy. Z pomocą matki uzyskał informacje o możliwości zapisu do Muskogee Junior College, co uprawniało do podejmowania różnych drobnych prac zarobkowych na rzecz szkoły za wynagrodzeniem 20 centów za godzinę (finansowanie w ramach programu federalnego). W College'u prowadzono głównie kursy języka i literatury angielskiej, co w miało być bardzo pomocne, gdy stała się ważna umiejętność logicznego i klarownego prezentowania przez Saundersa wyników własnych badań. Czynnikiem, który w większym stopniu ukształtował jego przyszłą karierę, okazało się opanowanie języka francuskiego (kurs dodatkowy). Dzięki serendipity ojcem szkolnego kolegi, który miał trudności z gramatyką czasowników nieregularnych, był senator Oklahomy. Sfinansował on prowadzone przez Saundersa regularne korepetycje, a następnie zaproponował mu ułatwienie wyjazdu na studia. Do wyjazdu, który leżał poza zasięgiem finansowych możliwości przyszłego biologa, doszło dzięki pomocy senatora w uzyskaniu pracy w State Hospital w Norman (w czasie wakacji – w State Highway Department).

### Okres studiów

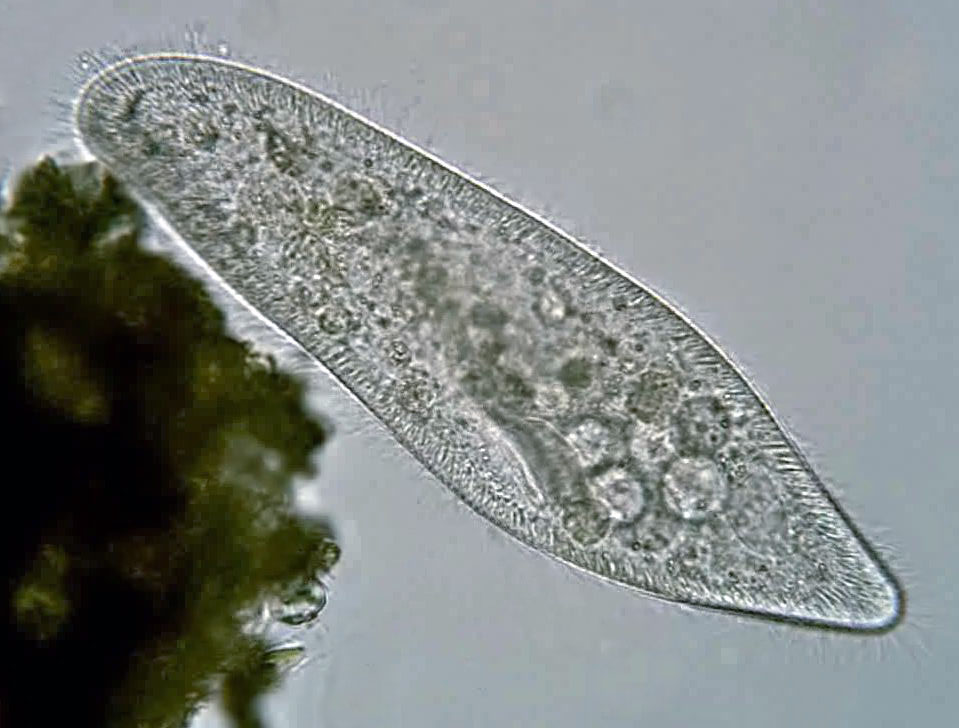
Pierwsze fascynacje biologią – pantofelek i in.

John Saunders rozpoczął pracę w State Hospital jesienią 1936 roku, nie wiedząc wówczas, jaki wybierać kierunek studiów. Jego opiekunem na University of Oklahoma został prof. Audie Richards, dziekan Wydziału Zoologii, co było przypadkowe. Świadomą decyzję o kontynuowaniu nauki w dziedzinie biologii Saunders podjął dopiero wtedy, gdy pierwszy raz obejrzał pod mikroskopem orzęski i ameby oraz wziął udział w pobieraniu próbek do badań (zajęcia terenowe).
Studia wymagały intensywnego uzupełniania braków we wcześniejszym wykształceniu. Mimo trudności (opieka nad chorymi psychicznie w State Hospital od 22:00 do 2:00) John Saunders otrzymał B.A. na wysokiej pozycji, zostając członkiem Phi Beta Kappa Society. W roku 1940 uzyskał Masters degree (odpowiednik stopnia magister) na podstawie pracy nt. „Aberrant Mitosis in the Amnion of the Guinea Pig” i złożył aplikacje o przyjęcie na studia podyplomowe do uniwersytetów Duke'a, Hopkinsa i Harvarda. Po uzyskaniu akceptacji każdego z tych zgłoszeń, wybrał Uniwersytet Johnsa Hopkinsa, w którym oferowano najwyższe stypendium. Wkrótce porzucił pracę w szpitalu dla wielogodzinnych badań laboratoryjnych w pomieszczeniu przekazanym do jego dyspozycji (spał w nim na podłodze; na wyżywienie wydawał 25 centów dziennie).

### Doktorat i II wojna światowa
Saunders znalazł się w Johns Hopkins University w roku 1941. Zamierzał studiować fizjologię i cytologię pierwotniaków, jednak pobyt rozpoczął się inaczej. Otrzymał od szefa laboratorium, Benjamina Williera, zbiór tekstów dotyczących obszaru zainteresowań Williera i jego współpracowników (m.in. histogeneza, cytogeneza, genetyka populacyjna, neurobiologia rozwoju, endokrynologia rozwoju), z dyspozycją, aby zapoznał się z nimi i sformułował własną propozycję kierunku potrzebnych badań. Okazało się, że w laboratorium nie są prowadzone formalne kursy akademickie, a studia ograniczają się do tematycznych seminariów. W czasie tych seminariów propozycje i osiągnięcia doktorantów są surowo oceniane przez Williera i jego współpracowników. Taką organizację zajęć ze studentami podyplomowymi Saunders uważał za wyjątkowo efektywny sposób przygotowania do samodzielnej pracy naukowej. Dla niego inspirujące stały się prace Williera i Mary E. Rawles, na temat rozwoju zarodków kurzych. Podjął samodzielne próby mikrochirurgicznych badań ich tkanek, po czym uzyskał akceptację planu badań przez Williera i pomoc Mary Rawles. Realizację programu przerwała II wojna światowa.
W latach 1943–1946 John W. Saunders służył jako oficer US Navy na jednostkach uczestniczących w kilku bitwach wojny na Pacyfiku (w roku 1946 na USS Rocky Mount (AGC-3), okręcie flagowym United States Seventh Fleet w Qingdao, Chiny).

### Okres powojenny
W styczniu 1946 roku Saunders wrócił do Hopkins University i swoich badań rozwoju embrionów kurzych, a w roku 1948 obronił pracę doktorską. Jej wyniki zaprezentował po raz pierwszy na sympozjum Chicago Zoological Society, gdzie zostały uznane przez prowadzącego obrady Paula Weissa (specjalisty w dziedzinie biologii rozwoju, pioniera transplantologii) za jedno z największych osiągnięć embriologii doświadczalnej w okresie ostatnich 50 lat. Otrzymał zaproszenie do pracy w laboratorium Weissa w University of Chicago.
Po rocznej pracy w laboratorium Weissa zdecydował się na przeniesienie do Marquette University (MU) w Milwaukee (Wydział Biologii), gdzie otrzymał wynagrodzenie umożliwiające zakup domu i sprowadzenie rodziny. Zajmował stanowisko profesora biologii w latach 1949–1965, a od roku 1958 kierował w MU Wydziałem Biologii. W tym samym okresie (1958–1963) wykładał również w Marine Biological Laboratory (MBL). W roku 1966 wyjechał do University of Pennsylvania (School of Veterinary Medicine), gdzie przez dwa lata wykładał anatomię. Od roku 1967 do emerytury w roku 1985 zajmował stanowisko profesora nauk biologicznych w SUNY (Albany). Po przejściu na emeryturę wykłada embriologię w MBL (według innych źródeł – od roku 1995).

## Zakres badań naukowych

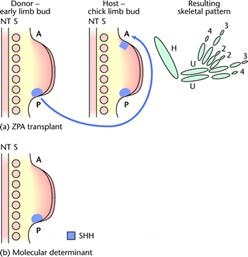
Przeszczep części ZPA w przeciwległy punkt osi A-P (przednio-tylna) pączka kończynowego zarodka powoduje podwojenie liczby palców pisklęcia (układ zwierciadlany)

W czasie pracy dyplomowej (masters degree w University of Oklahoma, 1941) zajmował się nienormalnym przebiegiem mitozy w owodni świnki morskiej („Aberrant Mitosis in the Amnion of the Guinea Pig”). Wykonując doktorat pod kierunkiem Benjamina Williera rozpoczął badania rozwoju zarodków w jajach kurzych. Przeprowadzał, wspólnie z Mary Gasseling, mikrochirurgiczne eksperymenty, polegające na przeszczepach (usuwaniu lub przemieszczaniu części tkanki zawiązków kończyn (pączki kończynowe) w różnych etapach rozwoju płodu i obserwacji zmian w budowie piskląt. Badania doprowadziły do odkrycia fundamentalnej roli czapeczki epidermalnej („szczytowa listewka epidermalna”, „grzebień szczytowy”, ang. Apical Ectodermal Ridge AER) w procesie rozwoju kończyn. Artykuł pt. The proximo-distal sequence of origin of the parts of the chick wing and the role of the ectoderm, który ukazał się w „Journal of Experimental Zoology” w sierpniu 1948 roku, został uznany za przełomowy w biologii rozwoju. Zainicjował prowadzone w wielu ośrodkach badania procesów zachodzących w pączkach kończynowych organizmów należących do różnych gatunków kręgowców. Wyjaśnienie mechanizmów zjawisk obserwowanych w czasie eksperymentów mikrochirurgicznych stało się możliwe dzięki szybkiemu rozwojowi biochemii (identyfikacja białek, sekwencjonowanie DNA). John Saunders stał się współodkrywcą mechanizmu regulacji ekspresji genów uczestniczących w embriogenezie kręgowców z udziałem substancji uwalnianych z „centrów sygnalizacyjnych” (zob. białko SHH, FGF, szlak sygnalizacyjny Wnt)). Jego współpracownikami  w tym zakresie byli członkowie zespołów, którymi kierowali m.in.: Edgar Zwilling, Rodolfo Amprino, Eugene Bell. W kolejnych latach, we współpracy m.in. z Mary T. Gasseling i Janice E. Errick  wykazał, że analogiczny charakter mają procesy kształtowania się wzorów upierzenia.
Przełomowe znaczenie miało również odkrycie, że zaprogramowana śmierć komórek jest procesem, zachodzącym w czasie naturalnego rozwoju organizmów (zob. apoptoza, syndaktylia). Odkrycie zostało opublikowane w roku 1966 w Science, w artykule pt. Death in Embryonic Systems.

## Praca dydaktyczna
Jako nauczyciel akademicki John Saunders preferował tryb indywidualny (jeden na jeden). Potrafił zainteresować młodzież w każdym wieku, zarażając ich własnym entuzjazmem do biologii rozwojowej. W czasie pracy w Marquette University wprowadził istotne zmiany programów nauczania na studiach licencjackich – do tradycyjnych programów botaniki i zoologii wprowadził zagadnienia z dziedziny genetyki, embriologii doświadczalnej, immumologii i ekologii.

## Publikacje (wybór)
John W. Saunders opublikował m.in. książki:
- Animal Morphogenesis, New York: Macmillan, 1968
- Patterns and Principles of Animal Development, New York: Macmillan, 1970
- Developmental Biology: Patterns, Problems, and Principles, New York: Macmillan, 1982

oraz liczne artykuły naukowe w prestiżowych czasopismach, w tym m.in. (wybór według PubMed, 1947–2007, autorstwo i współautorstwo):

- An experimental study of the distribution, orientation, and tract specificity of feather germs in the wing of the chick embryo, Anat Rec. 1947
- The proximo-distal sequence of origin of wing parts and the role of the ectoderm, Anat Rec. 1947
- The proximo-distal sequence of origin of the parts of the chick wing and the role of the ectoderm, J Exp Zool. 1948
- A clinical and electromyographic study of muscle spasm occurring in poliomyelitis, N Z Med J. 1949
- Effects of changes in ionic environment on action potential of a sympathetic ganglion, J Neurophysiol. 1949
- Negative-pressure device for controlled hypotension during surgical operations, Lancet. 1952
- A new technique for the study of the effects of x-radiation on mammalian skin maintained at different temperatures during exposure, Science. 1953
- Controlled hypotension in neurosurgery, with special reference to hypotension induced by pneumatic suction applied to the legs, Lancet. 1953
- Microgasometric apparatus for rapid estimation of the blood oxygen content, Med J Aust. 1954
- Effect of controlled hypotension on cerebral function and circulation, Lancet. 1954
- The effects of tyrosine and phenylalanine on the synthesis of pigment in melanocytes of embryonic chick skin cultured in vitro, J Natl Cancer Inst. 1955
- Effect of implantation site on the development of an implant in the chick embryo, Nature. 1955
- Interactions of ectoderm and mesoderm in the origin of axial relationships in the wing of the fowl, J Exp Zool. 1958
- Limb development in the absence of ectodermal ridge, Nature. 1959
- Effects of reorienting the wing-bud apex in the chick embryo, J Exp Zool. 1959
- Detection of antigenically distinctive components of mouse melanoma S91, J Natl Cancer Inst. 1959
- Cytotoxicity of heterologous immune chicken serum to normal and neoplastic mouse tissues in culture, J Natl Cancer Inst. 1961
- Effects of the apical ectodermal ridge on growth of the versene-stripped chick limb bud, Dev Biol. 1961
- Cellular death in morphogenesis of the avian wing, Dev Biol. 1962
- On the role of ectoderm in limb development, Dev Biol. 1962
- Trans-filter propagation of apical ectoderm maintenance factor in the chick embrvo wing bud, Dev Biol. 1963
- Death in embryonic systems, Science. 1966
- Developmental patterns and specificities of alkaline phosphatase in the embryonic chick limb, Dev Biol. 1966
- In vitro analysis of the control of cell death in a zone of prospective necrosis from the chick wing bud, Dev Biol. 1968
- The onset of electrical communication between cells in the developing starfish embryo, J Cell Biol. 1970
- A guide for nurses on the use of methadone hydrochloride in drug dependence, Nurs Times. 1971
- Developmental control of three-dimensional polarity in the avian limb, Ann N Y Acad Sci. 1972
- Ectodermal-mesodermal interactions in the growth of limb buds in the chick embryo: constancy and temporal limits of the ectodermal induction, Dev Biol. 1972
- The control of the anteroposterior and dorsoventral axes in embryonic chick limbs constructed of dissociated and reaggregated limb-bud mesoderm, Dev Biol. 1973
- Spatiotemporal distribution of mechanisms that control outgrowth and anteroposterior polarization of the limb bud in the chick embryo, Mech Ageing Dev. 1973
- Effects of an "inside-out" limb-bud ectoderm on development of the avian limb, Dev Biol. 1974
- Ectodermal control of the dorsoventral axis in the leg bud of the chick embryo, Dev Biol. 1974
- Inductive and axial properties of prospective wing-bud mesoderm in the chick embryo, Dev Biol. 1974
- Limb outgrowth in the chick embryo induced by dissociated and reaggregated cells of the apical ectodermal ridge, Dev Biol. 1976
- Inductive activity and enduring cellular constitution of a supernumerary apical ectodermal ridge grafted to the limb bud of the chick embryo, Dev Biol. 1976
- Nicotine Biosynthetic Enzyme Activities in Nicotiana tabacum L. Genotypes with Different Alkaloid Levels, Plant Physiol. 1979
- Effects of excising the apical ectodermal ridge on the development of the marginal vasculature of the wing bud in the chick embryo, J Exp Zool. 1982
- Ectodermal control of the avascular zone of the peripheral mesoderm in the chick embryo, J Exp Zool. 1983
- New insights into the problem of pattern regulation in the limb bud of the chick embryo, Prog Clin Biol Res. 1983
- Hormone-free medium will support callus production and subsequent shoot regeneration from whole plant leaf explants in some sugarbeet (Beta vulgaris L.) populations, Plant Cell Rep. 1989
- Morphogenetic effects of 2,4-dichlorophenoxyacetic acid on pinto bean (Phaseolus vulgaris L.) leaf explants in vitro, Plant Cell Rep. 1987
- Operations on limb buds of avian embryos, Methods Cell Biol. 1996
- Apical ectodermal ridge in retrospect, J Exp Zool. 1998
- The proximo-distal sequence of origin of the parts of the chick wing and the role of the ectoderm. 1948, J Exp Zool. 1998
- Is the progress zone model a victim of progress? Cell. 2002
- Trink, the man, Dev Dyn. 2003
- Rhizobium radiobacter conjugation and callus-independent shoot regeneration used to introduce the cercosporin export gene cfp from Cercospora into sugar beet (Beta vulgaris L.), Biotechnol Lett. 2003
- Endogenous TrkB ligands suppress functional mechanosensory plasticity in the deafferented spinal cord, J Neurosci. 2007

## Uhonorowanie
Został uhonorowany członkostwem licznych stowarzyszeń naukowych, m.in.: 
- 1946 – American Association for the Advancement of Science,
- 1948 – American Society of Zoologists,
- 1950 – Wisconsin Academy of Sciences, Arts and Letters,
- 1957 – International Society of Developmental Biologists,
- 1957 – American Institute of Biological Sciences,
- 1958 – New York Academy of Sciences,
- 1960 – American Society for Cell Biology,
- 1964 – Society for Experimental Biology and Medicine,
- 1969 – Association for the Advancement of Aging Research,
- 2006 – National Academy of Sciences (biologia rozwojowa i biologia komórki).

W roku 1996 otrzymał Edwin Grant Conklin Medal.